# Wuyishan
För andra betydelser, se Wuyishan (olika betydelser).
Wuyishan (武夷山), tidigare känd som Bohea Hills, är ett berg på gränsen mellan Fujian-provinsen och Jiangxi-provinsen i Kina. Berget täcker ett område på 60 km². 1999 sattes Wuyishan upp på Unescos Världsarvslista.

## Geologi
De flesta av bergstopparna och kullarna är gjorda av röd sandsten. Många av dem är väldigt branta men platta på toppen. Floden Nioböjar, 60 km lång, meandrar sig ner i en djup klyfta mellan kullarna. Med 2100 m ö.h. är Wuyishan den högsta platsen i Fujian-provinsen.

## Biologisk mångfald och naturmiljö
Wuyishan är det största och det mest representativa exemplet på biologisk mångfald i subtropisk skog i Kina och sydkinesisk regnskog. Ekologin har överlevt från tiden före istiden för omkring 3 miljoner år sedan.
Då området är relativt fritt från föroreningar, satte den kinesiska regeringen 31 januari 2005 här upp sin första station för att mäta luftkvalité.

## Historia
Det forntida kungariket Minyue hade sin huvudstad i Wuyishan. På 600-talet byggdes Wuyipalatset för kejsarnas offeraktiviteter, en plats som turister kan besöka än idag. Berget var ett viktigt centrum för daoism och på 900-talet beskrevs det som ett av de nio viktigaste daoisttemplen. Området är vaggan till Neo-konfucianism, en strömning som starkt influerat samhället sedan 1000-talet.

## Galleri

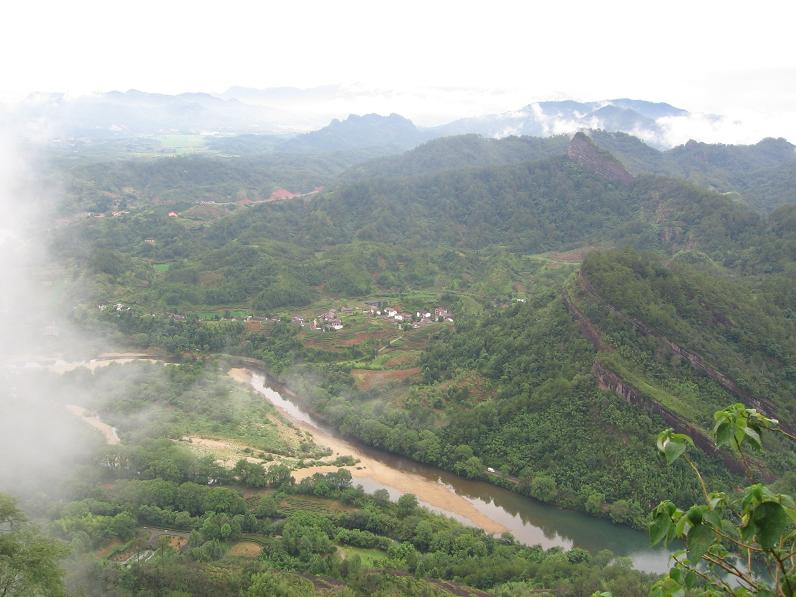
Wuyishan
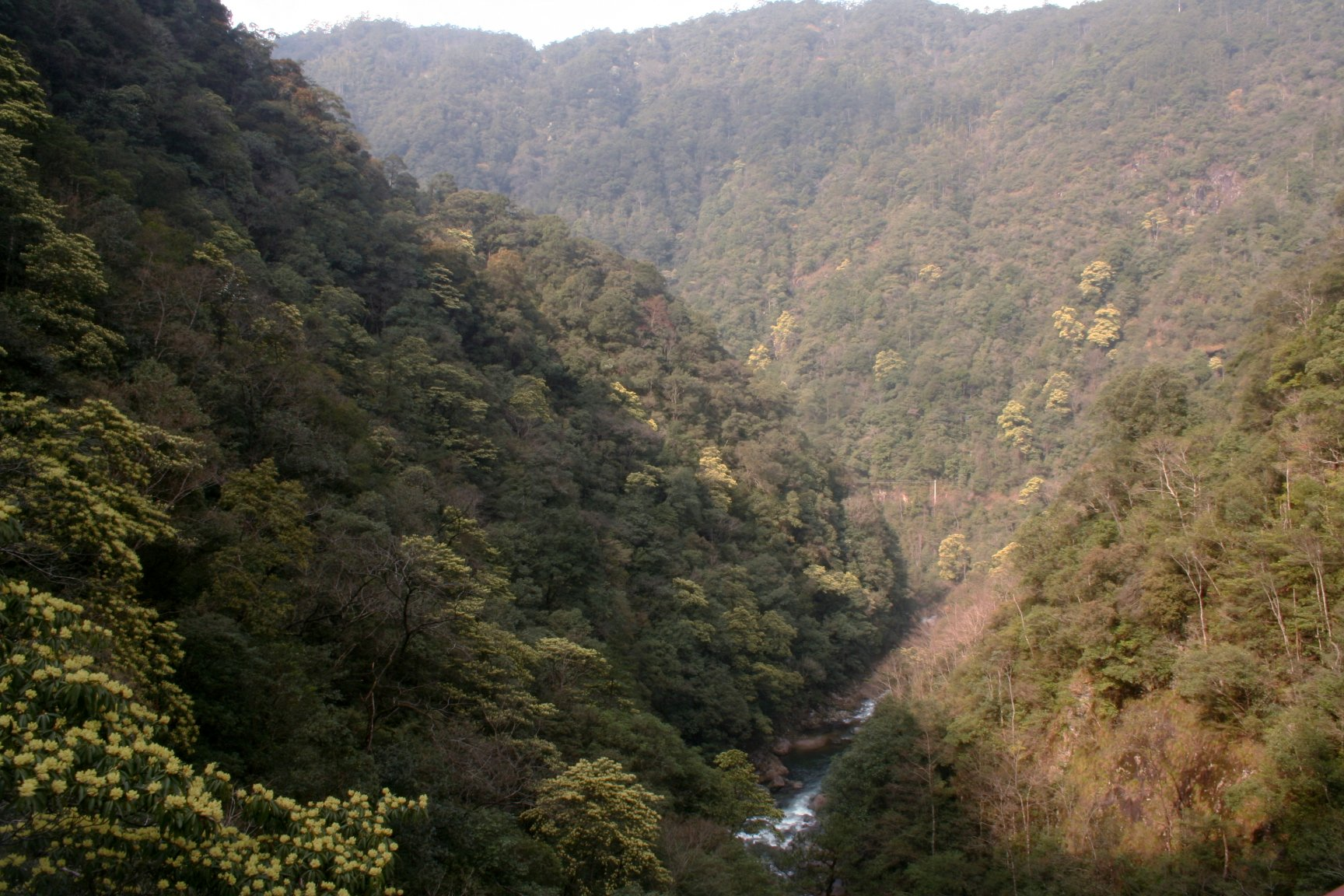
Wuyishans naturreservat
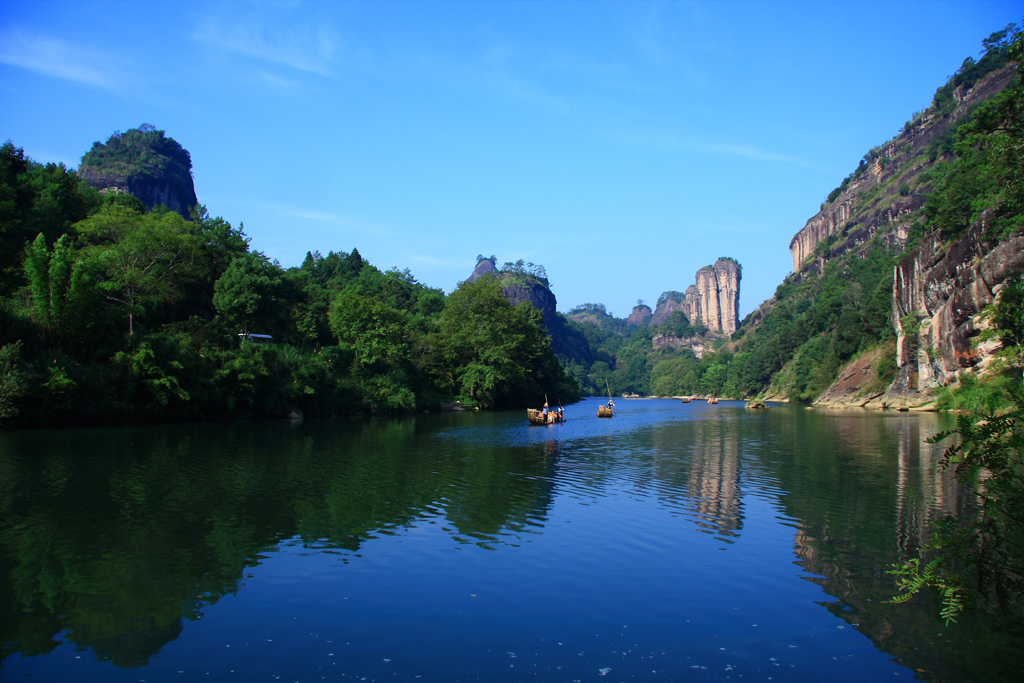
Wuyishan
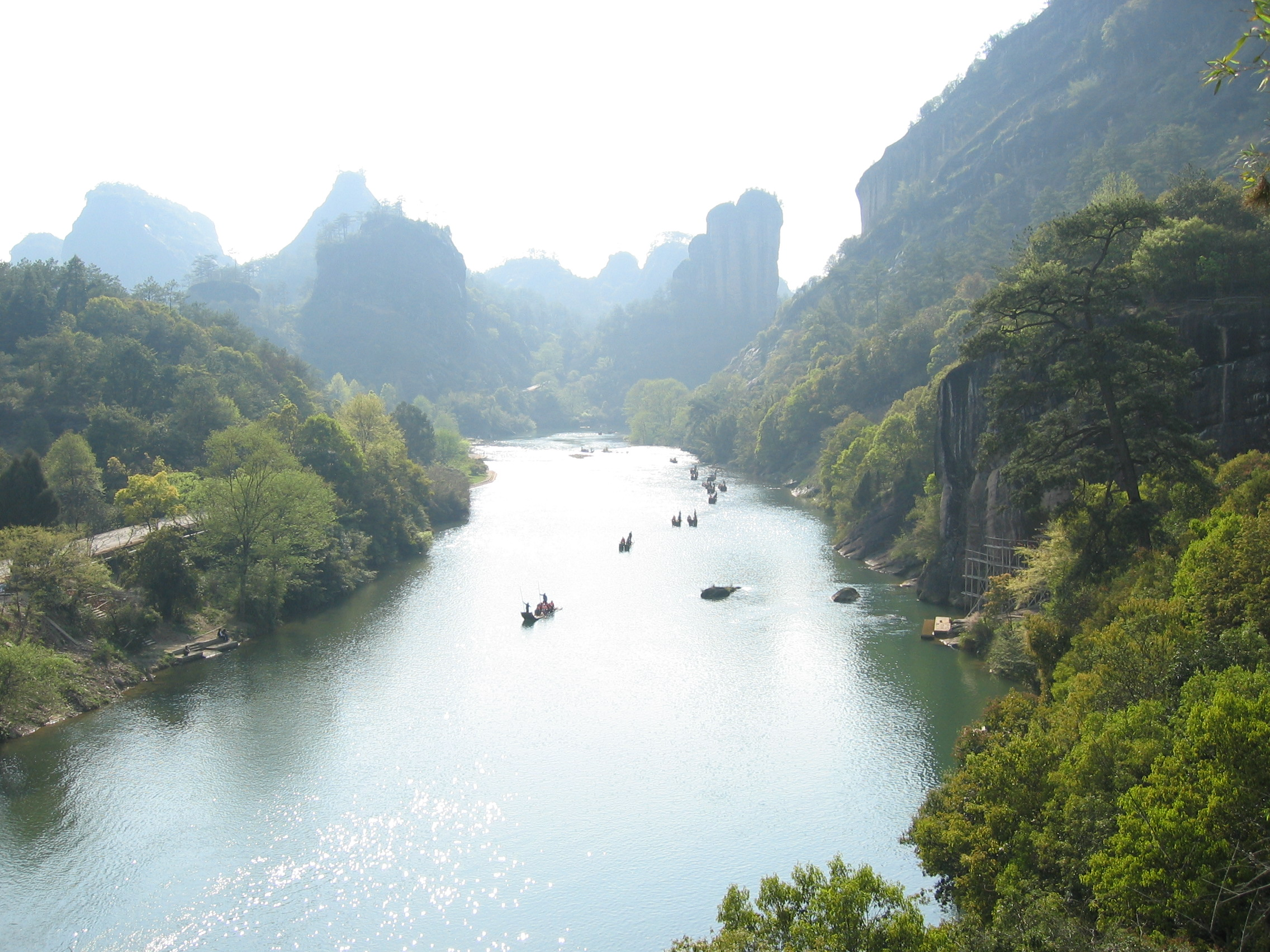
Nio krökars flod vid Wuyishan